# Ейморита (Оклахома)
Ейморита (англ. Amorita) — місто (англ. town) в США, в окрузі Алфалфа штату Оклахома. Населення — 38 осіб (2020).

## Географія
Ейморита розташована за координатами 36°55′26″ пн. ш. 98°17′37″ зх. д. / 36.92389° пн. ш. 98.29361° зх. д. (36.924026, -98.293636).  За даними Бюро перепису населення США в 2010 році місто мало площу 0,66 км², уся площа — суходіл.

## Демографія
Згідно з переписом 2010 року, у місті мешкало 37 осіб у 14 домогосподарствах у складі 10 родин. Густота населення становила 56 осіб/км².  Було 19 помешкань (29/км²).
Расовий склад населення:
| - 59,5 % — білих - 2,7 % — корінних американців - 24,3 % — осіб інших рас |

До двох чи більше рас належало 13,5 %. Частка іспаномовних становила 24,3 % від усіх жителів.
За віковим діапазоном населення розподілялося таким чином: 29,7 % — особи молодші 18 років, 46,0 % — особи у віці 18—64 років, 24,3 % — особи у віці 65 років та старші. Медіана віку мешканця становила 41,5 року. На 100 осіб жіночої статі у місті припадало 117,6 чоловіків;  на 100 жінок у віці від 18 років та старших — 73,3 чоловіків також старших 18 років.
За межею бідності перебувало 16,7 % осіб, у тому числі 0,0 % дітей у віці до 18 років та 100,0 % осіб у віці 65 років та старших.
Цивільне працевлаштоване населення становило 1 осіб. Основні галузі зайнятості: роздрібна торгівля — 100,0 %.